# Monzer Makhous
Monzer Makhous (arabisch منذر ماخوس, DMG Munḏir Māḫūs, * 1946 im Gouvernement Latakia) ist ein syrischer Repräsentant der syrischen Opposition, der im November 2012 als ständiger Vertreter der Nationalkoalition nach Frankreich entsandt wurde.
Makhous gehört der religiösen Minderheit der Alawiten an und war auch Mitglied des Syrischen Nationalrates.